# Ukkusissat
Ukkusissat (Uvkusigssat avant 1973) est un village groenlandais situé dans la municipalité d'Avannaata près d'Uummannaq à l'ouest du Groenland. La population était de 161 habitants en 2009.

## Géographie
La colonie jouxte la pointe nord-ouest de la péninsule du même nom, s'avançant du continent à l'ouest et au nord-ouest et dans les voies navigables intérieures du système du fjord Uummannaq. Au nord de la colonie, Perlerfiup Kangerlua, un grand fjord intérieur se jette dans la branche principale du fjord Uummannaq. Au sud et au sud-ouest à travers le détroit de Torsukattak se trouvent les hautes montagnes de l'île de Salleq et de l'île d'Appat beaucoup plus grande, le long des récifs plats de Qeqertat.

## Économie
La pêche est la principale occupation à Ukkusissat, avec l'usine de transformation du poisson située au port; de nombreux habitants employés à Royal Greenland. La relance des activités minières sur le site voisin de Maamorilik, situé au nord-est de la colonie du côté nord de Perlerfiup Kangerlua, donnera un coup de fouet à l'économie locale. La communauté d'Ukkusissat est desservie par Pilersuisoq, un magasin communal polyvalent. Le tourisme est sous-développé, bien qu'en été la colonie soit visitée par des bateaux de croisière, comme le Hurtigruten de Norvège. Le port d'Ukkusissat ne peut pas accueillir de gros navires en raison des eaux côtières peu profondes.